# São Pedro de Alva
São Pedro de Alva era una freguesia portuguesa del municipio de Penacova, distrito de Coímbra.

## Historia
Fue suprimida el 28 de enero de 2013, en aplicación de una resolución de la Asamblea de la República portuguesa promulgada el 16 de enero de 2013 al unirse con la freguesia de São Paio de Mondego, formando la nueva freguesia de São Pedro de Alva e São Paio de Mondego.